# Conus stupa
Espèce
Statut de conservation UICN

 LC  : Préoccupation mineure
Conus stupa est une espèce de mollusques gastéropodes marins de la famille des Conidae.
Comme toutes les espèces du genre Conus, ces escargots sont prédateurs et venimeux. Ils sont capables de « piquer » les humains et doivent donc être manipulés avec précaution, voire pas du tout.

## Description
La taille de la coquille varie entre 43 mm et 100 mm.
Conus Stupa, membres de l'ordre des Neogastropoda sont pour la plupart gonochoriques et frayeurs à la chaîne. Leur cycle de vie consiste en des embryons se développant en larves trochophores planctoniques et plus tard en véligères juvéniles avant de devenir des adultes adultes. 

## Distribution
Cette espèce marine est présente du Vietnam et des Philippines au Japon ; au large des Îles Salomon et des Îles Loyauté.

### Niveau de risque d’extinction de l’espèce
Selon l'analyse de l'UICN réalisée en 2011 pour la définition du niveau de risque d'extinction, cette espèce est présente du Japon au nord jusqu'aux Philippines, y compris Taiwan. D'autres populations ont été trouvées au large des îles Salomon et des îles Loyauté. Cette espèce est rare aux Philippines, mais elle est probablement commune à Taiwan. Son prix de marché se situe dans une fourchette de prix moyenne à élevée. Il n'y a pas de menaces majeures connues pour cette espèce. Nous avons donc inscrit cette espèce comme étant de préoccupation mineure.

## Taxinomie

### Publication originale
L'espèce Conus stupa a été décrite pour la première fois en 1956 par le malacologiste japonais Tokubei Kuroda dans « Venus »,.

### Synonymes
- Conus (Turriconus) stupa (Kuroda, 1956) · appellation alternative
- Embrikena stupa Kuroda, 1956 · non accepté (combinaison originale)
- Kurodaconus stupa (Kuroda, 1956) · non accepté
- Turriconus (Kurodaconus) stupa (Kuroda, 1956) · non accepté